# 下丸子
下丸子（日语：／ Shimo-maruko */?）是東京都大田區的町名。現行行政地名為下丸子一丁目至下丸子四丁目。2013年8月1日為止的人口有22,713人。郵遞區號146-0092。

## 地理
位於大田區西南部。北鄰大田區鵜之木。東北部大約以環八通為界，接大田區千鳥。東南鄰大田區矢口。南邊與西邊為多摩川，接南側的神奈川縣川崎市幸區古市場，西南與西側鄰川崎市中原區上平間、中丸子、下沼部。
町內有多摩堤通與瓦斯橋通通過。多摩川沿岸有舊堤通。與對岸川崎市中原區上平間之間有瓦斯橋相連。此外，東急多摩川線穿越町域北部，並設有下丸子站。
多摩川沿岸是改建自大型工廠用地的高層公寓大樓與商業設施、產業設施，多摩川堤防外的河濱為綠地與運動場。車站周邊為商店街。其餘為住宅、一些小型工廠與少部分農地。

## 歷史
- 鎌倉時代為丸子庄，後為下丸子村。
- 1989年（明治22年）實施「市制町村制」，為矢口村大字下丸子、
- 1928年（昭和3年）為矢口町大字下丸子、
- 1932年（昭和7年）蒲田區成立，為下丸子町。
- 1937年（昭和12年）編入下河原町。
- 1947年（昭和22年）大田區成立，為下丸子町。
- 1966年（昭和41年）矢口町、古市町、調布鵜之木町、調布嶺町二丁目各一部分編入下丸子町，為現在的下丸子。

### 地名由來
町名來自古時的下丸子村。
「丸子」的由來眾說紛紜。根據《日本の地名》，「丸子部」是製作碗（椀）的部民居住地。
上丸子、中丸子在多摩川對岸的川崎市。

## 交通
町域北部有東急多摩川線下丸子站。東部可使用鄰近的武藏新田站。其他的鄰近車站有東急池上線千鳥町站。另外還可利用下丸子、矢口的大田區社區巴士（小多摩巴士）。

## 設施
- 大田區立矢口西小學校
- 大田區立矢口中學校
- 大田區立下丸子公園
- 大田區立多摩川瓦斯橋綠地
- 大田區民廣場
- 大田區立特別養護老人之家多摩川
- 大田區立下丸子圖書館
- 大田區役所鵜之木特別出張所
- 矢口消防署下丸子出張所
- 大田下丸子郵便局
- 多摩川清掃工場
- 佳能本社
- 三井住友銀行下丸子支店
- 全日本空輸訓練與教育中心（ANATEC）
- Park House多摩川

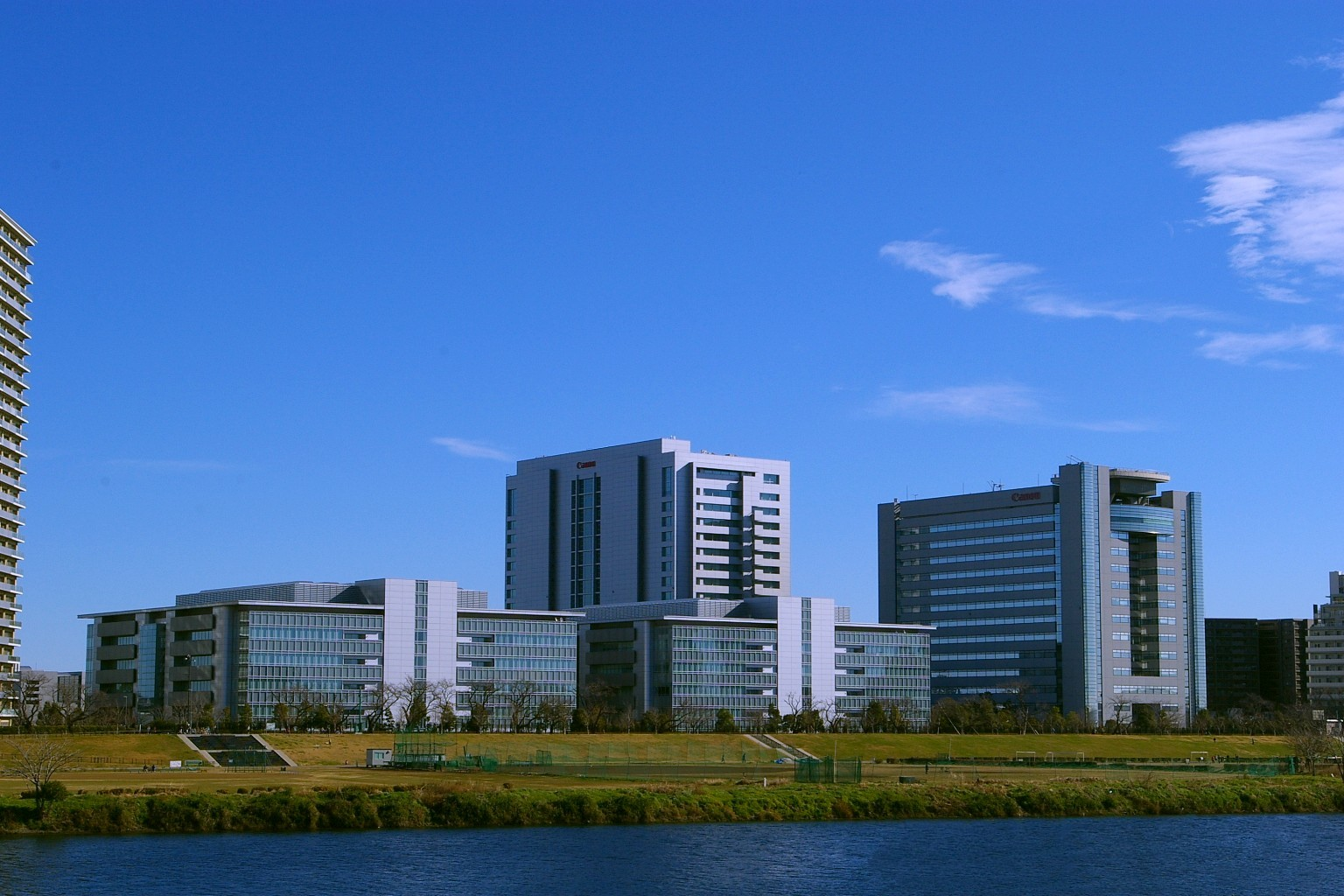
佳能本社

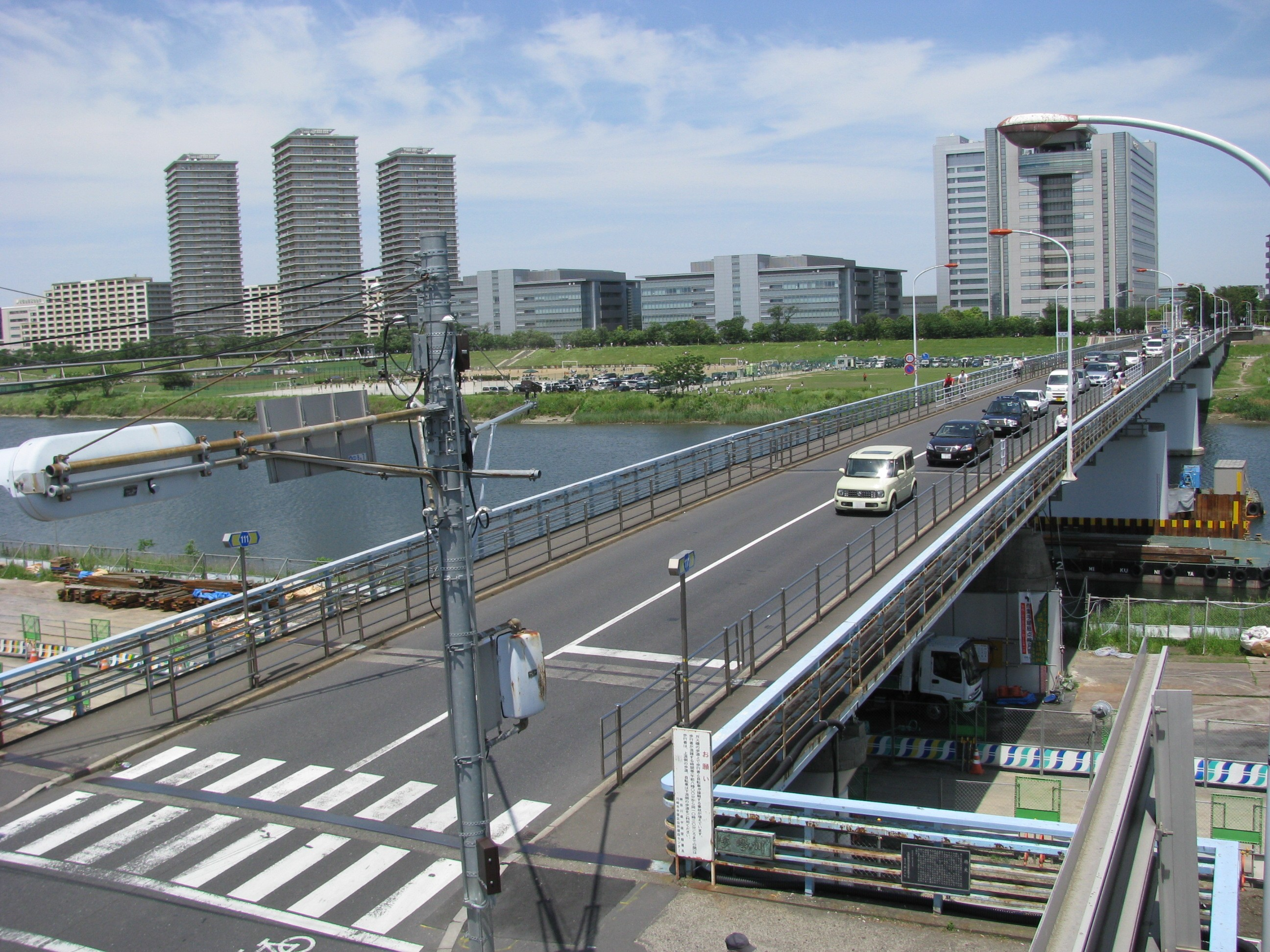
瓦斯橋

- The River Place（ザ・リバープレイス）
- CIEL'S GARDEN（シエルズガーデン）
- ブラウトリエ
- 東京Sir House（東京サーハウス）
- 多摩川Heim（多摩川ハイム）
- Olympic下丸子店
- 白洋舍東京支社
- 三桂製作所
- 三葉電機
- 光寫真印刷
- 明和橡膠工業東京工場
- 富士模具（冨士ダイス）
- 目蒲醫院
- 武家屋敷門 - 東京都指定有形文化財。
- 光明寺
- 創價學會大田池田文化會館
- 長福寺
- 蓮光院
- 六所神社
- 瓦斯橋通
- 瓦斯橋（多摩川）
- 西友下丸子店
- 丹尼斯（Denny's）下丸子店
- COCO'S下丸子店
- すき家下丸子瓦斯橋通店
- 麥當勞下丸子店
- なおしま下丸子店
- Cafe COLORADO下丸子店
- ORIGIN便當下丸子店
- 本家かまどや下丸子店
- 藥ヒグチ
- 7-Eleven下丸子站前店，下丸子瓦斯橋通店，大田區下丸子4丁目店
- FamilyMart下丸子站南店
- OK便利店Sir House下丸子店
- Komeda（コメダ）
- 龜屋萬年堂多摩川下丸子店
- Fuente（フエンテ）下丸子店

## 備註
1. ↑  .   [2013-08-26]. （原始内容存档于2014-02-18）.